# Delightful
Singles de Ami Suzuki
Forever Love
(2004) Eventful
(2005)
Delightful est le 1er single de Ami Suzuki sorti sous le label Avex Trax, et son 15e single en tout, en comptant les douze sortis chez Sony Music et deux auto-produits.

## Présentation
Le single sort le 24 mars 2005 au Japon sous le label Avex Trax, produit par Max Matsuura. Il atteint la 3e place du classement de l'Oricon. Il se vend à 41 936 exemplaires la première semaine, et reste classé pendant 12 semaines, pour un total de 97 218 exemplaires vendus durant cette période. Il sort également au format « CD+DVD » avec une pochette différente et incluant un DVD en supplément. Il sort aussi en deux éditions limitées différentes, l'une incluant un livre-essai illustré intitulé « a★POP », et l'autre incluant un livre de photo ("photobook") intitulé "a★PHOTO".
C'est le premier single « major » de la chanteuse depuis Reality/Dancin' in Hip-Hop sorti en 2000, après une pause forcée de quatre ans et demi à la suite d'un procès l'opposant à ses anciennes agences d'artiste et maison de disques (Sony Music Japan) pour un problème de droits d'auteur. C'est donc son premier single « major » sans son ancien producteur Tetsuya Komuro, et le premier avec son nouveau producteur Max Matsuura, qui a par ailleurs souvent collaboré avec Komuro par le passé. Ami Suzuki avait cependant sorti deux singles « indépendants » auto-produits l'année précédente, dont les relativement bonnes ventes l'avait rappelée à l'attention du public, après le grand succès qu'elle avait connu à la fin des années 1990 avec son précédent label.
Le single contient trois chansons différentes : Delightful et About You... (ainsi que leurs versions instrumentales), et une version remixée du titre Hopeful, initialement prévu pour être le premier single physique de la chanteuse chez avex, mais qui fut finalement distribué précédemment en téléchargement à la place. Chaque édition contient en plus un remix de la chanson-titre, différent selon les versions : Delightful - Remo-Con Mix sur le CD seul, Dub's Re-Start Mix sur le « CD+DVD », et G.C.G Remix sur les « CD+essai » et « CD+photobook ».
La chanson-titre figurera sur l'album Around the World qui sortira en octobre suivant, ainsi que la version remixée de Hopeful, puis un an plus tard dans sa version remixée de l'édition limitée sur l'album de remix Amix World.

## Liste des titres
Toutes les paroles sont écrites par Ami Suzuki.
| 1. | Delightful                        | Toru Watanabe   | Axel Konard             | 4:21 |
| 2. | About You...                      | 木下智哉        | 西川レオ                | 4:22 |
| 3. | Hopeful ~Overhead Champion Remix~ | Shunsuke Yasaki | Mix : Overhead Champion | 4:55 |
| 4. | Delightful ~Remo-Con Mix~         | Toru Watanabe   | Mix : Remo-Con          | 4:43 |
| 5. | Delightful (Instrumental)         | Toru Watanabe   | Axel Konard             | 4:21 |
| 6. | About You... (Instrumental)       | 木下智哉        | 西川レオ                | 4:18 |

| 1. | Delightful                        | Toru Watanabe   | Axel Konard             | 4:21 |
| 2. | About You...                      | 木下智哉        | 西川レオ                | 4:22 |
| 3. | Hopeful ~Overhead Champion Remix~ | Shunsuke Yasaki | Mix : Overhead Champion | 4:55 |
| 4. | Delightful ~G.C.D.Mix~            | Toru Watanabe   | Mix : Shoichiro Hirata  | ?    |
| 5. | Delightful (Instrumental)         | Toru Watanabe   | Axel Konard             | 4:21 |
| 6. | About You... (Instrumental)       | 木下智哉        | 西川レオ                | 4:18 |

| 1. | Delightful                        | Toru Watanabe   | Axel Konard             | 4:21 |
| 2. | About You...                      | 木下智哉        | 西川レオ                | 4:22 |
| 3. | Hopeful ~Overhead Champion Remix~ | Shunsuke Yasaki | Mix : Overhead Champion | 4:55 |
| 4. | Delightful ~Dub's Re-start Mix~   | Toru Watanabe   | Mix : Dub Master X      | ?    |
| 5. | Delightful (Instrumental)         | Toru Watanabe   | Axel Konard             | 4:21 |
| 6. | About You... (Instrumental)       | 木下智哉        | 西川レオ                | 4:18 |

| 1. | Delightful                                                    |  |
| 2. | Suzuki Ami Special Interview (鈴木亜美スペシャルインタビュー) |  |
| 3. | Off-Shot                                                      |  |

## Interprétations à la télévision
- Music Station (11 mars 2005)
- Utaban (17 mars 2005)
- Music Fair 21 (Delightful et Love the Island) (19 mars 2005)
- Music Fighter (25 mars 2005)
- CDTV (26 mars 2005)
- 1er avril 2005 — Pop Jam (1er avril 2005)
- CDTV 2005-2006 Special (31 décembre 2005)
- 56e Kouhaku Uta Gassen (31 décembre 2005)